# Tiszakeszi
Tiszakeszi is een plaats (község) en gemeente in het Hongaarse comitaat Borsod-Abaúj-Zemplén. Tiszakeszi telt 2732 inwoners (2001).